# Alexander von Buch
Georg Friedrich Adolf Alexander von Buch (-Stolpe) (* 5. Juni 1814 in Berlin; † 5. Februar 1885 in Stolpe) war ein preußischer Gutsbesitzer und Politiker.

## Herkunft
Alexander von Buch entstammt der brandenburgischen Uradelsfamilie von Buch, die nördlich von Berlin und in der Uckermark begütert war. Seine Eltern waren Georg Karl Vollrath von Buch (1767–1836) und dessen Ehefrau Wilhelmine, geborene von Arnim (1781–1872). Sein Vater war Herr auf Dobberzin bei Angermünde, preußischer Kammerherr sowie Oberzeremonienmeister und Schlosshauptmann in Schwedt.

## Leben
Alexander von Buch war Besitzer mehrerer Güter: Stolpe (Kreis Angermünde), Gellmersdorf, Dobberzin, Wilmersdorf, Neuhaus, Flemsdorf, Schöneberg (mit Alt-Galow) und Carmzow (mit Hedwigshof).
Ferner war er Schlosshauptmann von Schwedt/Oder und preußischer Kammerherr. Von 1860 bis zu seinem Tod 1885 war er Landrat in Angermünde. Von 1866 bis 1870 (IX und X Wahlperiode) war er gewählter Abgeordneter im Preußischen Abgeordnetenhaus. Von 1871 bis zu seinem Tod 1885 war er Mitglied des Preußischen Herrenhauses auf Präsentation des Alten und Befestigten Grundbesitz im Landschaftsbezirk Uckermark. Er wurde 1885 mit dem Stern zum Kronenorden II. Klasse ausgezeichnet und war Rechtsritter des Johanniterordens.

## Familie
Buch heiratete am 12. September 1844 in Rosenfelde Veronika Freiin von Steinäcker (1816–1873), eine Tochter des Landrates Karl von Steinaecker. Das Paar hatte mehrere Kinder:
- Johann (1845–1914), Mitglied des preußischen Herrenhauses und königlicher Kammerherr sowie Schlosshauptmann von Schwedt ⚭ 1876 Marie Freiin von dem Bussche-Ippenburg genannt von Kessel (1857–1837)[3]
- Leopold (1850–1927), Parlamentarier, Domherr von Brandenburg
- Adolf Friedrich (1852–1902), preußischer Rittmeister
- Georg (1856–1924), Parlamentarier, Domherr von Brandenburg, Kurator der dortigen Ritterakademie
- Karl (1860–1937), Geheimer Legationsrat in Guatemala[4]